# Mehmet Yaşar Büyükanıt

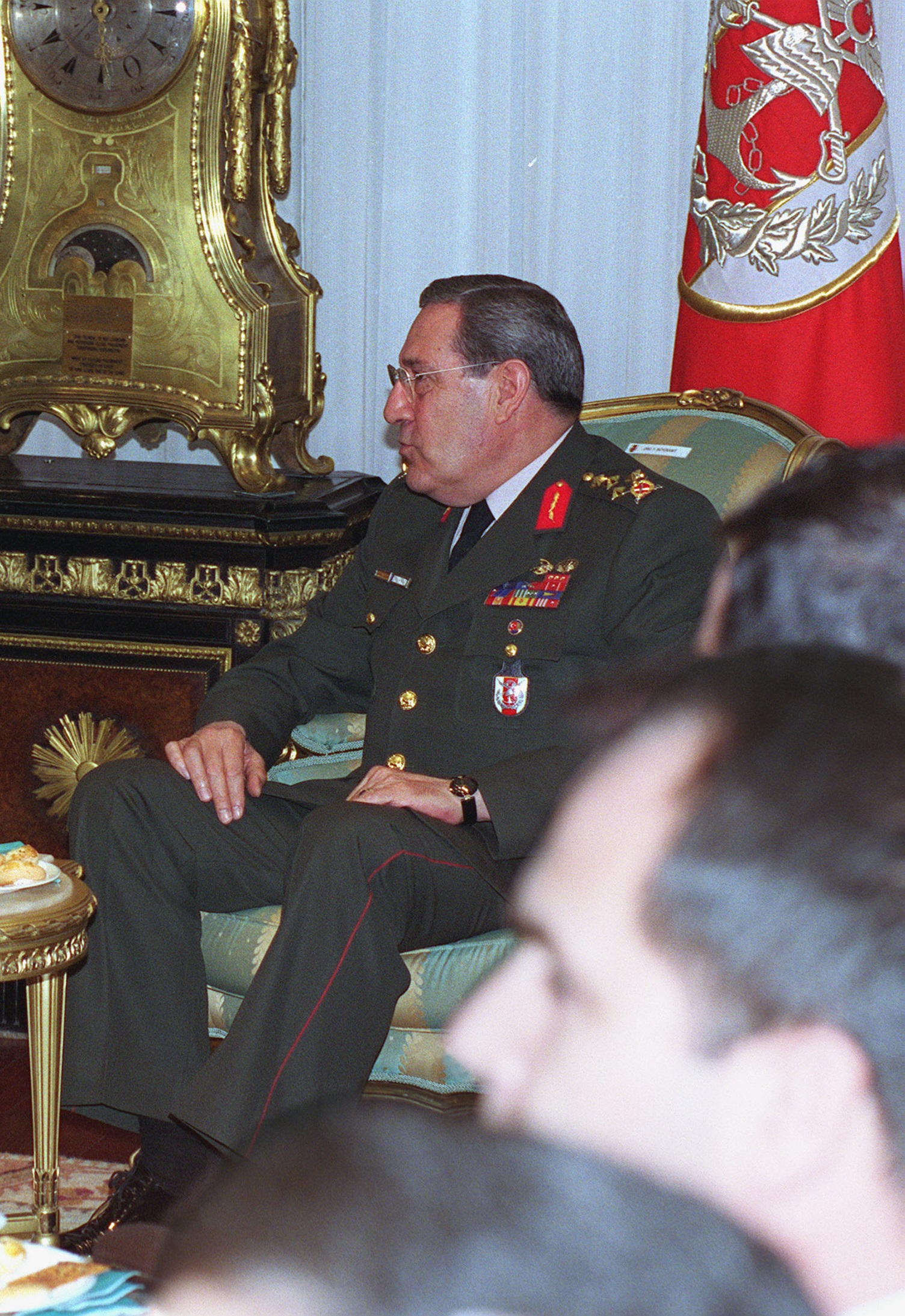
Yaşar Büyükanıt (2014)

Mehmet Yaşar Büyükanıt (* 1. September 1940 in Istanbul; † 21. November 2019 ebenda) war von August 2006 bis Juli 2008 der türkische Generalstabschef. Er war der 25. Befehlshaber der Armee seit Ende des Osmanischen Reiches. Sein Nachfolger als Generalstabschef der türkischen Streitkräfte war seit dem 16. August 2008 İlker Başbuğ.

## Leben
Büyükanıt absolvierte 1959 das militärische Gymnasium in Erzincan und 1961 die Akademie der Landstreitkräfte, ehe er bis 1963 die Infanterie-Schule besuchte. Seine Familie stammt aus Gaziantep. Zwischen 1983 und 1986 kommandierte er das militärische Elitegymnasium Kuleli in Istanbul. Von 1986 bis 1988 kommandierte er die Präsidentengarde. 1992 wurde er in den Rang eines Generals befördert. Als General war er zunächst Generalsekretär des Generalstabschefs, danach für drei Jahre Kommandeur der Militärakademie. Vom 30. August 2003 bis zum 30. August 2004 war Büyükanıt Oberbefehlshaber der türkischen 1. Armee. Seit 2004 war er bis zu seiner Ernennung zum Generalstabschef Oberkommandierender der Landstreitkräfte.
Büyükanıt war mit Filiz Büyükanıt verheiratet und hat mit ihr eine Tochter.
Büyükanıt wurde mit Orden folgender Länder ausgezeichnet: Türkei, Italien, USA, Pakistan.